# Rüdtligen-Alchenflüh
Rüdtligen-Alchenflüh (hasta 1926 oficialmente Rüdtligen) es una comuna suiza del cantón de Berna, situada en el distrito administrativo del Emmental. Limita al noroeste con la comuna de Aefligen, al norte con Utzenstorf, al noreste y este con Kirchberg, al sureste con Lyssach, y al suroeste con Fraubrunnen.
Hasta el 31 de diciembre de 2009 situada en el distrito de Burgdorf.

## Geografía
Rüdtligen-Alchenflüh tiene una superficie de 2.72 km² (1.05 millas cuadradas). De esta área, 1.66 km² (0.64 millas cuadradas) o el 60.8% se utiliza para fines agrícolas, mientras que 0.16 km² (0.062 millas cuadradas) o el 5.9% está cubierto de bosques. Del resto del terreno, 0.83 km² (0.32 millas cuadradas) o el 30.4% está urbanizado (edificios o carreteras), 0.05 km² (12 acres) o el 1.8% son ríos o lagos.

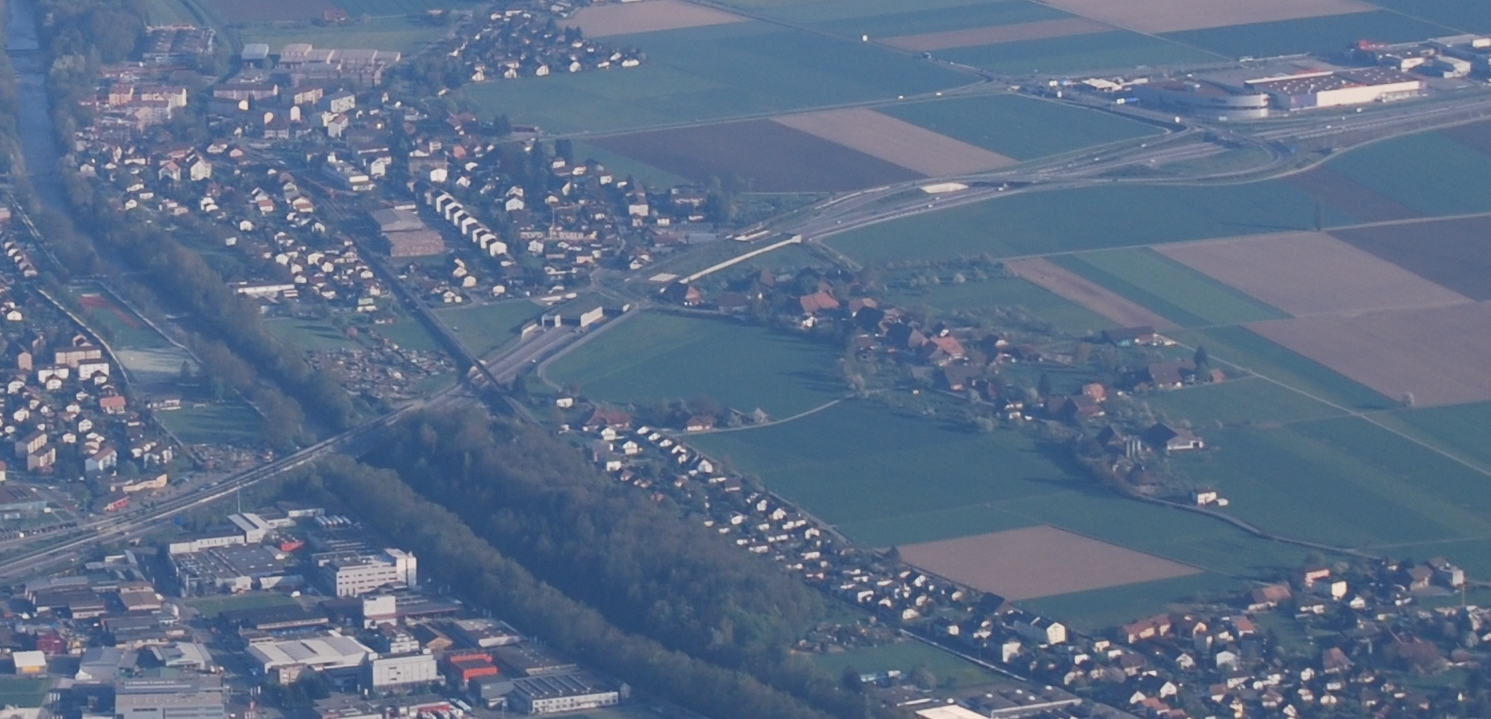
Rüdtligen-Alchenflüh